# Zeuxine elongata
Zeuxine elongata är en orkidéart som beskrevs av Robert Allen Rolfe. Zeuxine elongata ingår i släktet Zeuxine och familjen orkidéer. Inga underarter finns listade i Catalogue of Life.